# Sambadrome Anhembi
Le Pôle Culturel et Sportif Grand Otelo, en portugais Polo Cultural e Esportivo Grande Otelo, communément appelé Sambadrome Anhembi, est un sambadrome, et l'un des plus grands sites extérieurs pour les grands événements de la ville de São Paulo au Brésil. Il a ouvert en 1991 et a une capacité de 103 200 personnes. Il accueille environ 30 événements par an, dont le carnaval de São Paulo, les célébrations de la fête de l'indépendance et des événements musicaux.

## Emplacement

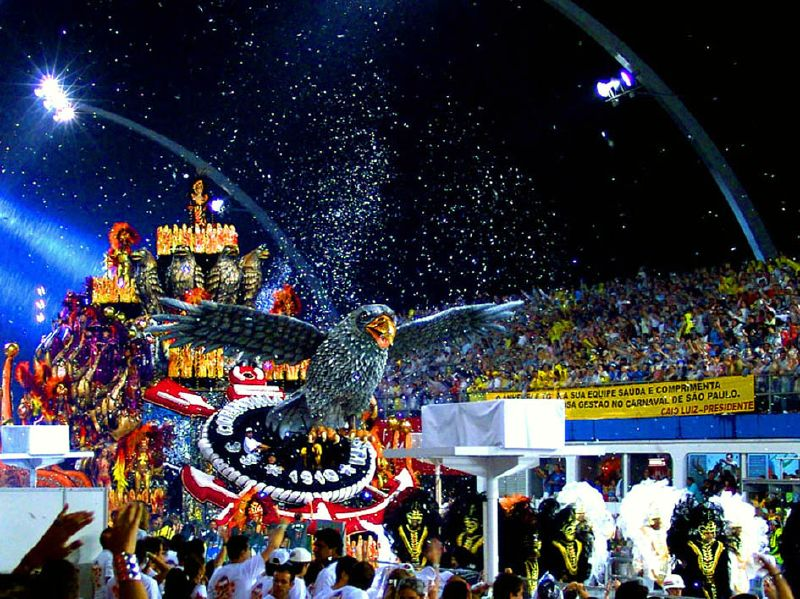
Gaviões da Fiel au Carnaval de São Paulo.

Le Sambadrome est l'un des plus grands sites extérieurs pour les grands événements de la ville de São Paulo au Brésil. Il est géré par São Paulo Turismo. Il fait partie du centre de conventions d'Anhembi, au 1.209 Avenida Olavo Fontoura à Santana, près de la station de métro Portuguesa – Tietê.

## Conception
Il a été conçu par l'architecte Oscar Niemeyer. Il a ouvert en 1991, avec une capacité initiale de 10 000 personnes. En 1992, il a doublé sa capacité à 20 000 personnes avec l'ouverture de nouvelles tribunes. Le 12 février 1996, le stade complet a été achevé, avec une capacité totale de 30 000 personnes, dont 26 246 places assises. La capacité d'accueil en 2019 monte à 103 200 personnes.

## Événements
Le lieu accueille environ 30 événements par an, y compris les préparatifs des écoles de samba du carnaval de São Paulo (pour lequel il a été conçu à l'origine),  ainsi que des représentations musicales et des concerts, en plus des célébrations de la fête de l'indépendance (depuis 1998).  Il accueille également des événements sportifs et des salons de voitures anciennes. 
De 2010 à 2013, le Sambadrome a été utilisé dans le cadre de la course São Paulo Indy 300 IndyCar Series.

## Voir également
- Torcida Jovem